# Microcebus gerpi
Microcebus gerpi é uma espécie do gênero Microcebus encontrada exclusivamente na Floresta Sahafina, no leste de Madagáscar, próximo ao Parque Nacional de Mantadia [en]. Sua descoberta foi anunciada em 2012 por uma equipe de pesquisadores alemães e malgaxes. A floresta Sahafina permaneceu sem estudos até 2008 e 2009, quando o Groupe d'Étude et de Recherche sur les Primates de Madagascar (GERP, ou Grupo de Estudo e Pesquisa de Primatas em Português), uma organização malgaxe de pesquisa e conservação que dá nome ao lêmure, realizou um inventário dos lêmures da região.
Estudos genéticos, medições e fotografias confirmaram que o M. gerpi é uma espécie distinta, diferente do M. lehilahytsara, encontrado a 58 quilômetros de distância. O M. gerpi é significativamente maior, com peso médio de 68 gramas, em comparação com o M. lehilahytsara, que pesa cerca de 44 gramas. O M. jollyae, seu parente mais próximo e vizinho ao sul, é comparativamente maior, mas difere no comprimento da cauda e em características genéticas.
Por ser uma espécie recém-descoberta, pouco se sabe sobre seu comportamento, comunicação, ecologia ou reprodução. A espécie parece estar restrita a uma pequena área de floresta tropical perene de baixa altitude e enfrenta sérias ameaças devido à perda de floresta.

## História evolutiva e taxonômica

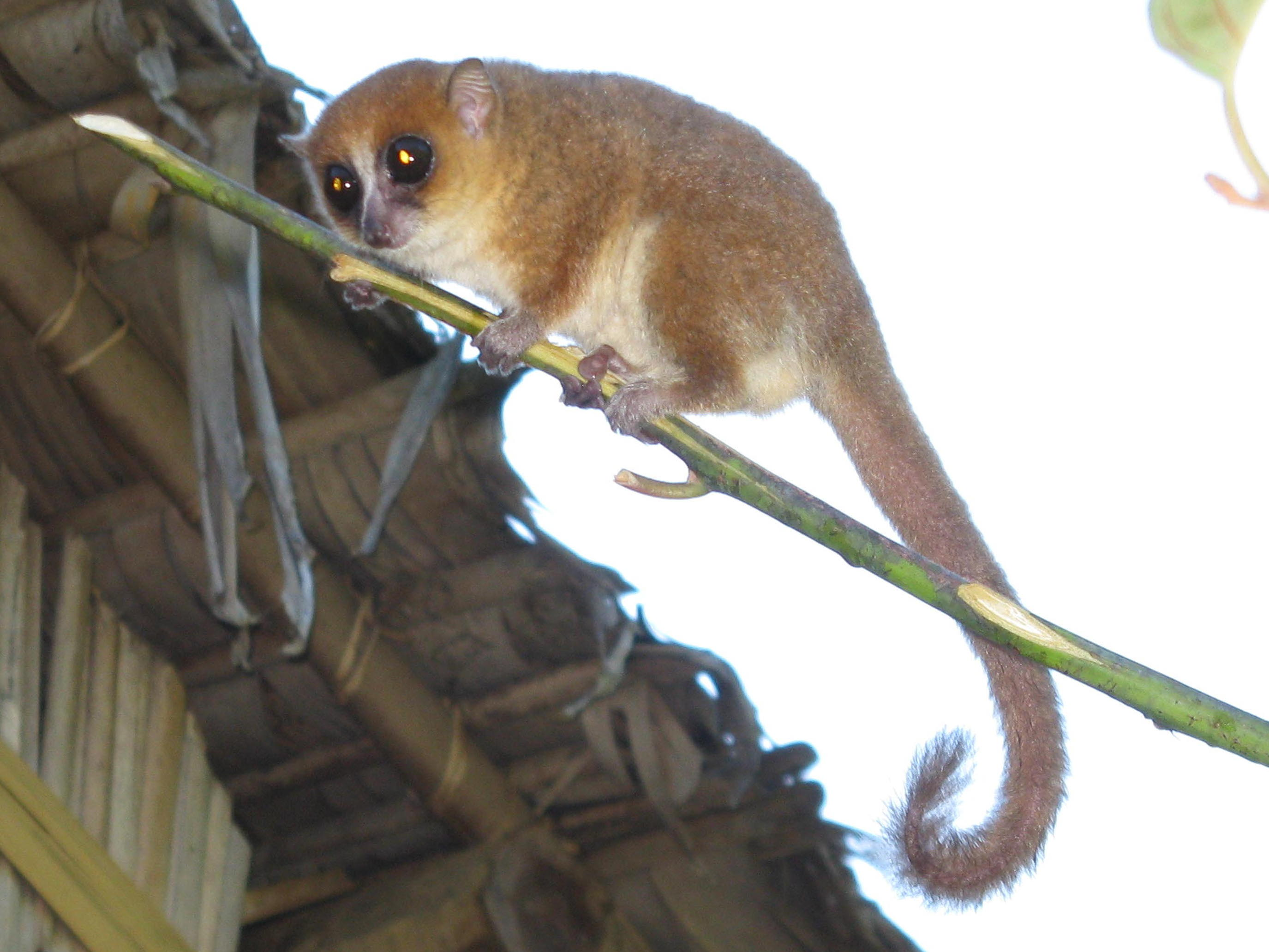
O primeiro espécime registrado (mostrado aqui) foi capturado, documentado e liberado em 25 de junho de 2009.

O Microcebus gerpi foi descoberto por membros alemães e malgaxes do GERP em uma floresta de baixa altitude previamente não estudada. O primeiro espécime registrado (holótipo) da espécie foi capturado em 25 de junho de 2009 e liberado após a coleta de amostras genéticas, medições e fotografias. Na época, não foi reconhecido como uma espécie distinta de Microcebus. Dois outros parátipos também foram medidos e registrados, mas nenhum espécime físico foi obtido até a publicação do estudo inicial.
A descoberta foi publicada na revista Primates [en] em 2012. A espécie recebeu o nome da equipe de pesquisa e conservação que a descreveu. O M. gerpi difere genética e fisicamente de todas as espécies de Microcebus vizinhas. Sua cauda é mais longa que a de seu parente mais próximo, o M. jollyae, que vive mais ao sul e tem uma cauda 18% mais curta. Ele também apresenta maior massa corporal (68 gramas) e é geralmente maior que o M. lehilahytsara, que pesa cerca de 44 gramas. O M. gerpi exibe diferenças genéticas significativas em relação a seu vizinho ao norte, o Microcebus simmonsi.
Os testes genéticos iniciais focaram em três diferentes loci do DNA mitocondrial: uma região parcial do D-loop, MT-CYB [en] e COII [en]. A análise do D-loop sugeriu que o Microcebus jollyae é o parente mais próximo do Microcebus gerpi, formando um grupo irmão. Todos os três testes mostraram que os Microcebus amostrados na floresta Sahafina formavam um clado monofilético (um grupo familiar exclusivo) e que a espécie era suficientemente distinta de outros Microcebus. Os autores concluíram que as diferenças moleculares e morfológicas suportavam a declaração de uma nova espécie com base no conceito filogenético de espécie e em uma abordagem taxonômica mais conservadora e integrativa.

## Anatomia e fisiologia
Entre o gênero Microcebus, M. gerpi é maior e possui uma cauda longa, que pode ser usada para armazenar gordura. O pelo é mais escuro nas costas, de um cinza-acastanhado com uma larga linha avermelhada no centro, em comparação com a parte frontal, que varia de cinza claro a branco cremoso e se estende da garganta aos genitais. Os braços e pernas externas contrastam com o resto do corpo por sua cor mais escura, e os dedos têm pelos esparsos de cor branco-acinzentada. A cabeça é avermelhada, com marrom mais escuro ao redor dos olhos e uma faixa branca notável no nariz e entre os olhos. Suas orelhas são proeminentes, porém pequenas, com bordas marrom-escuras. A cauda é coberta por pelos densos, longos e cinza-acastanhados. O subpelo é curto e denso, enquanto os sobrepêlo [en] são mais esparsos. A pele visível nas mãos e pés é de cor marrom-rosada.
O Microcebus gerpi pesa cerca de 68 gramas e tem um comprimento de cauda de aproximadamente 146,5 milímetros. É um lêmure de corpo grande e pertence a um grupo de Microcebus grandes (pesando mais de 50 gramas), que inclui quatro espécies do leste — o M. simmonsi, o M. jollyae, o M. tavaratra e o M. macarthurii [en] — além de seis espécies de Microcebus do oeste: o M. mamiratra [en], o M. danfossi, o M. bongolavensis, o M. ravelobensis, o M. murinus e o M. griseorufus. A maioria dessas espécies de Microcebus maiores tem cauda longa, assim como o M. gerpi, com exceção do M. jollyae e do M. murinus. Suas orelhas são pequenas (medindo de 19 a 20 milímetros), o que está de acordo com outras espécies de Microcebus de florestas tropicais, em contraste com os de florestas secas do oeste, que têm orelhas maiores (em média, de 21 a 24 milímetros). Em todos, não foram observadas diferenças de massa corporal entre os sexos, embora amostras maiores sejam necessárias para confirmar isso.

## Comportamento
Não há dados disponíveis sobre o comportamento, comunicação, ecologia ou reprodução do Microcebus gerpi, embora tais dados possam ajudar a sustentar seu status como espécie.

## Distribuição e habitat
O M. gerpi foi identificado apenas na floresta Sahafina, no leste de Madagáscar, a cerca de 58 quilômetros a leste do Parque Nacional de Mantadia [en], 87 quilômetros ao sul da cidade de Toamasina e 18 quilômetros do Oceano Índico. O fragmento florestal tem cerca de 15,6 quilômetros quadrados e é cercado por floresta secundária que cresce em áreas anteriormente desmatadas para cultivo de arroz (conhecidas localmente como savoka).
A floresta Sahafina varia de 29 a 230 metros acima do nível do mar, enquanto o Parque Nacional de Mantadia, lar da população de Microcebus mais próxima (o Microcebus lehilahytsara), varia de 900 a 1200 metros acima do nível do mar. Nenhum rio importante separa essas florestas de terras altas e baixas e suas respectivas populações de Microcebus. O estudo inicial não concluiu se o grande rio Rianila [en] ou um dos rios menores — o rio Ivonoro e o rio Onibe — mais ao norte atua como uma barreira de espécie entre o M. gerpi e o M. simmonsi ao norte. Aproximadamente 160 quilômetros ao sul está o rio Mangoro [en], um rio muito grande que atua como uma barreira biogeográfica para muitas espécies. Em 2010, uma forma geneticamente distinta de Microcebus foi sequenciada em Marolambo [en], 25 quilômetros ao sul do rio. É improvável que a distribuição geográfica do M. gerpi se estenda ao sul desse rio, mas mais estudos são necessários para confirmar isso. No total, a área entre os rios ao norte e ao sul, as terras altas a oeste e o oceano a leste não é maior que 7600 quilômetros quadrados (menor que a ilha de Porto Rico), e essa é provavelmente a extensão de sua distribuição geográfica.

## Estado de conservação
Não há áreas protegidas dentro da distribuição geográfica conhecida do Microcebus gerpi. Por viver em florestas de baixa altitude, que são mais propensas a serem convertidas em terras agrícolas em comparação com florestas tropicais de terras altas, ele enfrenta um risco elevado de conservação. Dos 7600 quilômetros quadrados de sua possível distribuição geográfica, apenas pequenas partes permanecem florestadas.